# Hulman tmavý
Hulman tmavý (Trachypithecus obscurus) je primát z čeledi kočkodanovití. Vyskytuje se v jihovýchodní Asii (Indie, Bangladéš, Myanmar, Thajsko, Laos, Malajsie).

## Popis
Je velký 56 cm. Ocas má delší než trup. Váží nanejvýš 9 kg a je neobyčejně hbitý a rychlý. Běhá po čtyřech a do dálky skáče až 10 m. Jeho mláďata jsou v mládí oranžová a později tmavnou. Hulman se vyznačuje svými bílými „brýlemi“ kolem očí, lysým obličejem a dlouhou zježenou srstí kolem hlavy. Hulmani se živí plody a listím. Žijí ve skupinách, které vede starý a zkušený samec. Na jednoho samce obvykle připadají dvě samice. Když se narodí mládě pečují o něj a jeho matku všechny dospělé samice.